# Belford Motor Company
Belford Motor Company war ein britischer Hersteller von Automobilen.

## Unternehmensgeschichte
Das Unternehmen aus Edinburgh begann 1920 mit der Produktion von Automobilen. Der Markenname lautete Milton, nach dem Sponsor Hangel Jacque Milton. Im November 1921 wurden vier Fahrzeuge auf der Olympia Show präsentiert. 1922 endete die Produktion. Laut Fahrgestellnummern entstanden bis zur Liquidation zwölf Fahrzeuge, danach noch mindestens eines durch den Liquidator.

## Fahrzeuge
Das erste Modell 9 HP hatte einen Vierzylindermotor von Alpha mit 1088 cm³ Hubraum, ein Friktionsgetriebe und Kettenantrieb. Ab 1921 trieb ein Einbaumotor von Decolange mit 1592 cm³ Hubraum den 10 HP an. Im Angebot standen zwei- und viersitzige Tourenwagen, Coupé und Sportwagen. Das letzte Modell erhielt einen Motor von Dorman.